# کاردماهی شنی (سرده)
کاردماهی شنی (سرده) (نام علمی: Rhamphichthys) نام یک سرده از تیره کاردماهیان شنی است.